# Castell de Calanda
El Castell de Calanda és una construcció del segle xi que va ser destruïda en 1839 durant la I Guerra Carlina i de la qual només queden les restes. Situat al costat del Temple del Pilar, està catalogat com Bé d'Interès Cultural, havent estat recentment sotmès a una restauració.

## Descripció
El castell és d'origen àrab i va ser ocupat en 1169 per Alfonso II, igual que altres zones com Aguaviva, Castellote i Cuevas de Cañart.
En un primer moment va ser propietat la família Alagón fins que Calanda va ser intercanviada, durant el segle xiii a l'orde de Calatrava per terrenys situats a València. Va pertànyer a l'orde militar fins a la fi dels senyorius.
Durant les guerres carlines va sofrir grans desperfectes, estant pràcticament en ruïnes des de 1838.
En l'actualitat encara pot observar-se la seva planta allargada i irregular. S'accedeix mitjançant una rampa i el solar on es trobava està tancat, ja que s'han realitzat excavacions arqueològiques presentant sòls, un aljub per a la recollida d'aigua, escales...
Malgrat que el seu lamentable estat de conservació està catalogat, de manera genèrica com Bé d'Interès Cultural, com ocorre amb tots els castells del país. La seva declaració està recollida en la resolució del 17 d'abril de 2006 i publicada en el Butlletí Oficial d'Aragó el 22 de maig de 2006.